# محمود کوشان
محمود کوشان (زاده ۱۳۱۱ در تهران – درگذشته ۱۵ بهمن ۱۳۹۹ در لس آنجلس) کارگردان و فیلم‌بردار اهل ایران بود.
محمود کوشان برادر اسماعیل کوشان سینماگر سرشناس ایرانی بود. این دو برادر از اصلی ترین پیشگامان صنعت سینمای ایران بودند. او در دوران جوانی برای آموزش فیلمبرداری به ایتالیا و آلمان رفت. محمود کوشان نخستین فیلمبردار یک فیلم رنگی با قطع سینما سکوپ در ایران بود. کوشان تا اوایل دهه ۱۳۷۰ (خورشیدی) همچنان در سینمای ایران مشغول به کار بود. کوشان که چند دهه اخیر را در آمریکا زندگی کرده بود روز ۳ فوریه ۲۰۲۱ بعد از یک دوره بیماری در بیمارستان درگذشت.

## کارگردان
- سمندر (۱۳۶۴)
- نفس‌گیر (۱۳۵۷)
- سکوت بزرگ (۱۳۵۶)
- طغیانگر (۱۳۵۶)
- شادی‌های زندگی (۱۳۵۵)
- شیر خفته (۱۳۵۵)
- نی‌زار (۱۳۵۴)
- اوستا کریم نوکرتیم (۱۳۵۳)
- تشنه‌ها (۱۳۵۳)
- مرغ همسایه (۱۳۵۳)
- گدای میلیونر (۱۳۵۲)
- زن یکشنبه (۱۳۵۰)
- شوفر خوشگله (۱۳۵۰)
- دزد و پاسبان (۱۳۴۹)
- میوه گناه (۱۳۴۹)
- گرفتار (۱۳۴۸)
- تازه به دوران رسیده (۱۳۴۰)

## نویسنده
- گرفتار (۱۳۴۸)

## تهیه‌کننده
- دانه‌های گندم (۱۳۵۹)

## مدیر فیلمبرداری
- تهاجم (۱۳۷۵)
- مرد کوچک (۱۳۷۳)
- شاهین طلایی (۱۳۷۲)
- حمله خرچنگ‌ها (۱۳۷۱)
- حسنک (۱۳۷۰)
- پاشنه طلا (۱۳۵۴)
- شیخ صالح (۱۳۵۲)
- قربون هرچی خوشگله (۱۳۵۲)
- اسیر (۱۳۵۱)
- عباسه و جعفر برمکی (۱۳۵۱)
- مرغ تخم طلا (۱۳۵۱)
- مهدی مشکی و شلوارک داغ (۱۳۵۱)
- گرداب گناه (۱۳۴۷)
- غروب بت‌پرستان (۱۳۴۷)
- گوهر شب چراغ (۱۳۴۶)
- مرد دو چهره (۱۳۴۶)
- حسین کرد (۱۳۴۵)
- آراس خان (۱۳۴۲)
- اشک‌ها و خنده‌ها (۱۳۴۲)
- مردها و جاده‌ها (۱۳۴۲)
- انتقام روح (۱۳۴۱)
- کلاه مخملی (۱۳۴۱)

## تدوین
- زن یکشنبه (۱۳۵۰)
- دوقلوها (۱۳۳۸)

## جشنواره‌ها
- برنده جایزه بهترین فیلم‌برداری برای فیلم غروب بت‌پرستان در اولین دوره جشنواره سینمایی سپاس تهران (۱۳۴۸)